# Warren Lambert Engineering

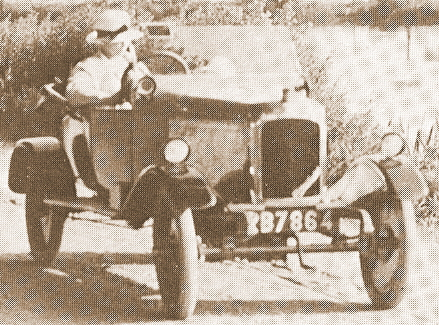
Warren-Lambert 11 hp (1920).
Auffällig die Ähnlichkeit mit dem Surrey 10.8 hp von 1923

Die Warren-Lambert Engineering Co. Ltd. war ein britischer Automobilhersteller, der von 1912 bis 1922 in Richmond (Surrey) ansässig war.

## Beschreibung
Ein Prototyp wurde als Lambert & West präsentiert. In der Serienfertigung lautete der Markenname Warren-Lambert. 1912 erschien der erste Warren-Lambert, das Cyclecar 9 hp. Der Wagen besaß einen Reihenzweizylindermotor mit 1095 cm³ Hubraum. 1915 wurde es durch einen 10 hp mit gleich großem Vierzylindermotor abgelöst. Infolge des Ersten Weltkrieges wurde noch im gleichen Jahr die Automobilfertigung eingestellt.
1919 wurde wieder ein 11 hp-Modell angeboten, dessen Vierzylinder-Reihenmotor einen Hubraum von 1331 cm³ besaß. 1922 wurde dieses Modell durch eine Version mit 1498 cm³ Hubraum abgelöst. Dazu kam das Sportmodell 10 hp, dessen Motor ebenfalls 1,5 l Hubraum besaß, aber eine etwas größere Bohrung und einen etwas geringeren Hub.
Noch im selben Jahr wurde die Fertigung eingestellt.

## Modelle
| Modell | Bauzeitraum | Zylinder | Hubraum  | Radstand |
| ------ | ----------- | -------- | -------- | -------- |
| 9 hp   | 1912–1915   | 2 Reihe  | 1095 cm³ | 2184 mm  |
| 10 hp  | 1915        | 4 Reihe  | 1094 cm³ | 2311 mm  |
| 11 hp  | 1919–1920   | 4 Reihe  | 1331 cm³ | 2362 mm  |
| 11 hp  | 1922        | 4 Reihe  | 1498 cm³ | 2362 mm  |
| 10 hp  | 1922        | 4 Reihe  | 1496 cm³ | 2438 mm  |